# Bob Berg
Bob Berg (Nova Iorque, 7 de abril de 1951 – Amagansett, 5 de dezembro de 2002), foi um saxofonista tenor de jazz, norte-americano. O seu estilo musical enquadra-se no jazz contemporâneo, no post-bop, e no jazz de fusão.

## Biografia
Berg cresceu no Brooklin, começou seus estudos no piano aos seis anos. Aos treze anos, quando um professor lhe apresentou Cannonball Adderley e o jazz, Bob começou a estudar sax alto.
Aos dezoito anos, Berg desistiu do seu curso na High School of Performing Arts e se inscreveu para um curso extracurricular de música na Juilliard School of Music. Nessa época, Berg estava tocando saxofone soprano e principalmente o tenor, tendo como grande influência John Coltrane.
Após um breve período de estudos no free jazz, Berg, desiludido, voltou seus estudo para o post-bop. Em 1978, Berg juntou-se com a banda de Horace Silver, sob a recomendação de Michael Brecker, quando três anos mais tarde substituiu George Coleman no Cedar Walton's Eastern Rebellion. Em 1978 gravou seu primeiro álbum, New Birth.
Berg saiu do Easter Rebellion em 1981 e se juntou ao grupo de Miles Davis em 1984 (subindo a um novo patamar em sua carreira). Permaneceu durante três anos com a banda de Miles. Em 1987 lançou o álbum que alavancou sua carreira, Short Stories, terminando a década com a criação da banda que fundou junto com Mike Stern. Com essa banda, gravaram diversos álbuns, (alguns creditados como de Mike e outros no nome de Berg).
Em 1992 entrou para o quarteto de Chick Corea e em 1997 entrou para uma reencarnação do grupo de bop Steps Ahead. No ano 2000, Berg entrou para o grupo Jazz Times Superband, em conjunto com outros grandes nomes, como o trompetista Randy Brecker e o baterista Dennis Chambers.
Berg morreu em 2002, num acidente de carro; em seu carro estava sua esposa Arja. O caminhão que bateu em seu carro estava carregando cimento e acabou escorregando no gelo.